# Wereldbeker langlaufen 2019/2020
De wereldbeker langlaufen 2019/2020 (officieel: Coop FIS Cross Country World Cup 2019/2020) ging van start op 29 november 2019 in het Finse Kuusamo en eindigde op 8 maart 2020 in het Noorse Oslo. De wereldbeker werd georganiseerd door de Fédération Internationale de Ski. Het was de 39e editie van de wereldbeker voor zowel mannen als vrouwen.
De hoogtepunten van het seizoen waren de Tour de Ski en de 1e editie van de Ski Tour in midden-Scandinavië.
De langlaufer die aan het einde van het seizoen de meeste punten had verzameld, won de algemene wereldbeker. De Rus Aleksandr Bolsjoenov en de Noorse Therese Johaug wonnen die algemene wereldbeker.

## Mannen

### Kalender
| Datum                       | Plaats                      | Onderdeel                             | Eerste                                                                       | Tweede                                                                 | Derde                                                                           |
| --------------------------- | --------------------------- | ------------------------------------- | ---------------------------------------------------------------------------- | ---------------------------------------------------------------------- | ------------------------------------------------------------------------------- |
| Ruka Triple                 |                             |                                       |                                                                              |                                                                        |                                                                                 |
| 29/11/2019                  | Kuusamo                     | Sprint (klassieke stijl)              | Johannes Høsflot Klæbo                                                       | Pål Golberg                                                            | Richard Jouve                                                                   |
| 30/11/2019                  | Kuusamo                     | 15 km klassieke stijl                 | Iivo Niskanen                                                                | Johannes Høsflot Klæbo                                                 | Emil Iversen                                                                    |
| 01/12/2019                  | Kuusamo                     | 15 km vrije stijl (handicapstart)     | Hans Christer Holund                                                         | Sjur Røthe                                                             | Emil Iversen                                                                    |
| Eindklassement Ruka Triple: | Eindklassement Ruka Triple: | Eindklassement Ruka Triple:           | Johannes Høsflot Klæbo                                                       | Emil Iversen                                                           | Iivo Niskanen                                                                   |
| 07/12/2019                  | Lillehammer                 | 30 km skiatlon                        | Aleksandr Bolsjoenov                                                         | Hans Christer Holund                                                   | Emil Iversen                                                                    |
| 08/12/2019                  | Lillehammer                 | 4×7,5 km estafette                    | Rusland II Ivan Jakimoesjkin Jevgeni Belov Ilja Porosjkin Sergej Oestjoegov  | Rusland I Andrej Larkov Ilja Semikov Denis Spitsov Andrej Melnitsjenko | Noorwegen Pål Golberg Hans Christer Holund Sjur Røthe Finn Hågen Krogh          |
| 14/12/2019                  | Davos                       | Sprint (vrije stijl)                  | Johannes Høsflot Klæbo                                                       | Lucas Chanavat                                                         | Håvard Solås Taugbøl                                                            |
| 15/12/2019                  | Davos                       | 15 km vrije stijl                     | Simen Hegstad Krüger                                                         | Sergej Oestjoegov                                                      | Dario Cologna                                                                   |
| 21/12/2019                  | Planica                     | Sprint (vrije stijl)                  | Lucas Chanavat                                                               | Federico Pellegrino                                                    | Erik Valnes                                                                     |
| 22/12/2019                  | Planica                     | Teamsprint (vrije stijl)              | Noorwegen I Sindre Bjørnestad Skar Erik Valnes                               | Noorwegen II Gjøran Tefre Håvard Solås Taugbøl                         | Finland I Ristomatti Hakola Joni Mäki                                           |
| Tour de Ski 2019/2020       |                             |                                       |                                                                              |                                                                        |                                                                                 |
| 28/12/2019                  | Lenzerheide                 | 15 km vrije stijl (massastart)        | Sergej Oestjoegov                                                            | Johannes Høsflot Klæbo                                                 | Aleksandr Bolsjoenov                                                            |
| 29/12/2019                  | Lenzerheide                 | Sprint (vrije stijl)                  | Johannes Høsflot Klæbo                                                       | Federico Pellegrino                                                    | Richard Jouve                                                                   |
| 31/12/2019                  | Toblach                     | 15 km vrije stijl                     | Sergej Oestjoegov                                                            | Ivan Jakimoesjkin                                                      | Aleksandr Bolsjoenov                                                            |
| 02/01/2020                  | Toblach                     | 15 km klassieke stijl (handicapstart) | Aleksandr Bolsjoenov                                                         | Sergej Oestjoegov                                                      | Iivo Niskanen                                                                   |
| 03/01/2020                  | Val di Fiemme               | 15 km klassieke stijl (massastart)    | Johannes Høsflot Klæbo                                                       | Sergej Oestjoegov                                                      | Aleksandr Bolsjoenov                                                            |
| 04/01/2020                  | Val di Fiemme               | Sprint (klassieke stijl)              | Johannes Høsflot Klæbo                                                       | Sergej Oestjoegov                                                      | Aleksandr Bolsjoenov                                                            |
| 05/01/2020                  | Val di Fiemme               | 10 km vrije stijl (massastart)        | Simen Hegstad Krüger                                                         | Sjur Røthe                                                             | Aleksandr Bolsjoenov                                                            |
| Eindklassement Tour de Ski: | Eindklassement Tour de Ski: | Eindklassement Tour de Ski:           | Aleksandr Bolsjoenov                                                         | Sergej Oestjoegov                                                      | Johannes Høsflot Klæbo                                                          |
| 11/01/2020                  | Dresden                     | Sprint (vrije stijl)                  | Lucas Chanavat                                                               | Sindre Bjørnestad Skar                                                 | Johan Häggström                                                                 |
| 12/01/2020                  | Dresden                     | Teamsprint (vrije stijl)              | Frankrijk I Renaud Jay Lucas Chanavat                                        | Zweden I Marcus Grate Johan Häggström                                  | Rusland I Andrej Krasnov Gleb Retivych                                          |
| 18/01/2020                  | Nové Město                  | 15 km vrije stijl                     | Aleksandr Bolsjoenov                                                         | Iivo Niskanen                                                          | Sjur Røthe                                                                      |
| 19/01/2020                  | Nové Město                  | 15 km klassieke stijl (handicapstart) | Aleksandr Bolsjoenov                                                         | Johannes Høsflot Klæbo                                                 | Simen Hegstad Krüger                                                            |
| 25/01/2020                  | Oberstdorf                  | 30 km skiatlon                        | Aleksandr Bolsjoenov                                                         | Simen Hegstad Krüger                                                   | Sjur Røthe                                                                      |
| 26/01/2020                  | Oberstdorf                  | Sprint (klassieke stijl)              | Johannes Høsflot Klæbo                                                       | Pål Golberg                                                            | Erik Valnes                                                                     |
| 08/02/2020                  | Falun                       | Sprint (klassieke stijl)              | Pål Golberg                                                                  | Erik Valnes                                                            | Aleksandr Bolsjoenov                                                            |
| 09/02/2020                  | Falun                       | 15 km vrije stijl (massastart)        | Aleksandr Bolsjoenov                                                         | Sjur Røthe                                                             | Ivan Jakimoesjkin                                                               |
| Ski Tour 2020               |                             |                                       |                                                                              |                                                                        |                                                                                 |
| 15/02/2020                  | Östersund                   | 15 km vrije stijl                     | Sjur Røthe                                                                   | Simen Hegstad Krüger                                                   | Finn Hågen Krogh                                                                |
| 16/02/2020                  | Östersund                   | 15 km klassieke stijl (handicapstart) | Pål Golberg                                                                  | Aleksandr Bolsjoenov                                                   | Martin Løwstrøm Nyenget                                                         |
| 18/02/2020                  | Åre                         | Sprint (vrije stijl)                  | Johannes Høsflot Klæbo                                                       | Federico Pellegrino                                                    | Renaud Jay                                                                      |
| 20/02/2020                  | Meråker                     | 34 km vrije stijl (massastart)        | Aleksandr Bolsjoenov                                                         | Johannes Høsflot Klæbo                                                 | Emil Iversen                                                                    |
| 22/02/2020                  | Trondheim                   | Sprint (klassieke stijl)              | Johannes Høsflot Klæbo                                                       | Pål Golberg                                                            | Erik Valnes                                                                     |
| 23/02/2020                  | Trondheim                   | 30 km klassieke stijl (handicapstart) | Emil Iversen                                                                 | Iivo Niskanen                                                          | Hans Christer Holund                                                            |
| Eindklassement Ski Tour:    | Eindklassement Ski Tour:    | Eindklassement Ski Tour:              | Pål Golberg                                                                  | Simen Hegstad Krüger                                                   | Hans Christer Holund                                                            |
| 29/02/2020                  | Lahti                       | 15 km klassieke stijl                 | Iivo Niskanen                                                                | Aleksandr Bolsjoenov                                                   | Hans Christer Holund                                                            |
| 01/03/2020                  | Lahti                       | 4×7,5 km estafette                    | Noorwegen Pål Golberg Hans Christer Holund Sjur Røthe Johannes Høsflot Klæbo | Zwitserland Beda Klee Dario Cologna Jason Rüesch Roman Furger          | Rusland I Ilja Semikov Aleksandr Bessmertnych Denis Spitsov Andrej Melnitsjenko |
| 04/03/2020                  | Drammen                     | Sprint (vrije stijl)                  | Johannes Høsflot Klæbo                                                       | Håvard Solås Taugbøl                                                   | Eirik Brandsdal                                                                 |
| 08/03/2020                  | Oslo                        | 50 km klassieke stijl (massastart)    | Aleksandr Bolsjoenov                                                         | Simen Hegstad Krüger                                                   | Emil Iversen                                                                    |
| Sprint Tour                 |                             |                                       |                                                                              |                                                                        |                                                                                 |
| 14/03/2020                  | Quebec                      | Sprint (klassieke stijl)              | Afgelast vanwege coronavirus                                                 | Afgelast vanwege coronavirus                                           | Afgelast vanwege coronavirus                                                    |
| 15/03/2020                  | Quebec                      | Sprint (vrije stijl)                  | Afgelast vanwege coronavirus                                                 | Afgelast vanwege coronavirus                                           | Afgelast vanwege coronavirus                                                    |
| 17/03/2020                  | Minneapolis                 | Sprint (vrije stijl)                  | Afgelast vanwege coronavirus                                                 | Afgelast vanwege coronavirus                                           | Afgelast vanwege coronavirus                                                    |
| Eindklassement Sprint Tour: |                             |                                       | Afgelast vanwege coronavirus                                                 | Afgelast vanwege coronavirus                                           | Afgelast vanwege coronavirus                                                    |
| Wereldbekerfinale           |                             |                                       |                                                                              |                                                                        |                                                                                 |
| 20/03/2020                  | Canmore                     | 15 km vrije stijl (massastart)        | Afgelast vanwege coronavirus                                                 | Afgelast vanwege coronavirus                                           | Afgelast vanwege coronavirus                                                    |
| 21/03/2020                  | Canmore                     | 15 km klassieke stijl (handicapstart) | Afgelast vanwege coronavirus                                                 | Afgelast vanwege coronavirus                                           | Afgelast vanwege coronavirus                                                    |

### Eindstanden
| Algemene wereldbeker | Algemene wereldbeker   | Algemene wereldbeker | Algemene wereldbeker |
| #                    | Naam                   | Land                 | Punten               |
| -------------------- | ---------------------- | -------------------- | -------------------- |
| 1                    | Aleksandr Bolsjoenov   | RUS                  | 2221                 |
| 2                    | Johannes Høsflot Klæbo | NOR                  | 1726                 |
| 3                    | Pål Golberg            | NOR                  | 1311                 |
| 4                    | Simen Hegstad Krüger   | NOR                  | 1260                 |
| 5                    | Sjur Røthe             | NOR                  | 1257                 |
| 6                    | Iivo Niskanen          | FIN                  | 1221                 |
| 7                    | Hans Christer Holund   | NOR                  | 954                  |
| 8                    | Sergej Oestjoegov      | RUS                  | 908                  |
| 9                    | Emil Iversen           | NOR                  | 875                  |
| 10                   | Dario Cologna          | SUI                  | 649                  |

| Afstandswereldbeker | Afstandswereldbeker    | Afstandswereldbeker | Afstandswereldbeker |
| #                   | Naam                   | Land                | Punten              |
| ------------------- | ---------------------- | ------------------- | ------------------- |
| 1                   | Aleksandr Bolsjoenov   | RUS                 | 1293                |
| 2                   | Sjur Røthe             | NOR                 | 864                 |
| 3                   | Iivo Niskanen          | FIN                 | 840                 |
| 4                   | Simen Hegstad Krüger   | NOR                 | 776                 |
| 5                   | Hans Christer Holund   | NOR                 | 694                 |
| 6                   | Johannes Høsflot Klæbo | NOR                 | 616                 |
| 7                   | Emil Iversen           | NOR                 | 443                 |
| 8                   | Sergej Oestjoegov      | RUS                 | 435                 |
| 9                   | Dario Cologna          | SUI                 | 425                 |
| 10                  | Pål Golberg            | NOR                 | 365                 |

| Sprintwereldbeker | Sprintwereldbeker      | Sprintwereldbeker | Sprintwereldbeker |
| #                 | Naam                   | Land              | Punten            |
| ----------------- | ---------------------- | ----------------- | ----------------- |
| 1                 | Johannes Høsflot Klæbo | NOR               | 550               |
| 2                 | Erik Valnes            | NOR               | 405               |
| 3                 | Pål Golberg            | NOR               | 386               |
| 4                 | Federico Pellegrino    | ITA               | 385               |
| 5                 | Lucas Chanavat         | FRA               | 373               |
| 6                 | Aleksandr Bolsjoenov   | RUS               | 330               |
| 7                 | Gleb Retivych          | RUS               | 325               |
| 8                 | Håvard Solås Taugbøl   | NOR               | 294               |
| 9                 | Johan Häggström        | SWE               | 268               |
| 10                | Sindre Bjørnestad Skar | NOR               | 261               |

| U23 | U23                     | U23  | U23    |
| #   | Naam                    | Land | Punten |
| --- | ----------------------- | ---- | ------ |
| 1   | Hugo Lapalus            | FRA  | 106    |
| 2   | Aleksandr Terentjev     | RUS  | 59     |
| 3   | Verneri Suhonen         | FIN  | 28     |
| 4   | Sergej Ardasjev         | RUS  | 24     |
| 5   | Jan Pechoušek           | CZE  | 21     |
| 6   | Jules Chappaz           | FRA  | 21     |
| 7   | Simone Daprá            | ITA  | 11     |
| 8   | Davide Graz             | ITA  | 9      |
| 9   | Harald Østberg Amundsen | NOR  | 8      |
| 10  | Richard Leupold         | GER  | 6      |

| Bonus ranking | Bonus ranking          | Bonus ranking | Bonus ranking |
| #             | Naam                   | Land          | Punten        |
| ------------- | ---------------------- | ------------- | ------------- |
|               | Johannes Høsflot Klæbo | NOR           | 381           |
| 2             | Aleksandr Bolsjoenov   | RUS           | 332           |
| 3             | Pål Golberg            | NOR           | 276           |
| 4             | Iivo Niskanen          | FIN           | 199           |
| 5             | Sjur Røthe             | NOR           | 179           |
| 6             | Federico Pellegrino    | ITA           | 162           |
| 7             | Simen Hegstad Krüger   | NOR           | 150           |
| 8             | Emil Iversen           | NOR           | 145           |
| 9             | Erik Valnes            | NOR           | 127           |
| 10            | Gleb Retivych          | RUS           | 127           |

| Prijzengeld | Prijzengeld            | Prijzengeld | Prijzengeld |
| #           | Naam                   | Land        | CHF         |
| ----------- | ---------------------- | ----------- | ----------- |
| 1           | Aleksandr Bolsjoenov   | RUS         | 204.820     |
| 2           | Johannes Høsflot Klæbo | NOR         | 171.960     |
| 3           | Pål Golberg            | NOR         | 120.100     |
| 4           | Simen Hegstad Krüger   | NOR         | 102.490     |
| 5           | Sjur Røthe             | NOR         | 78.240      |
| 6           | Sergej Oestjoegov      | RUS         | 69.900      |
| 7           | Iivo Niskanen          | FIN         | 63.880      |
| 8           | Hans Christer Holund   | NOR         | 59.500      |
| 9           | Emil Iversen           | NOR         | 58.100      |
| 10          | Lucas Chanavat         | FRA         | 36.100      |

## Vrouwen

### Kalender
| Datum                       | Plaats                      | Onderdeel                             | Eerste                                                                        | Tweede                                                                                 | Derde                                                             |
| --------------------------- | --------------------------- | ------------------------------------- | ----------------------------------------------------------------------------- | -------------------------------------------------------------------------------------- | ----------------------------------------------------------------- |
| Ruka Triple                 |                             |                                       |                                                                               |                                                                                        |                                                                   |
| 29/11/2019                  | Kuusamo                     | Sprint (klassieke stijl)              | Maiken Caspersen Falla                                                        | Jonna Sundling                                                                         | Sadie Maubet Bjornsen                                             |
| 30/11/2019                  | Kuusamo                     | 10 km klassieke stijl                 | Therese Johaug                                                                | Krista Pärmäkoski                                                                      | Natalja Neprjajeva                                                |
| 01/12/2019                  | Kuusamo                     | 10 km vrije stijl (handicapstart)     | Therese Johaug                                                                | Heidi Weng                                                                             | Jessica Diggins                                                   |
| Eindklassement Ruka Triple: | Eindklassement Ruka Triple: | Eindklassement Ruka Triple:           | Therese Johaug                                                                | Heidi Weng                                                                             | Astrid Jacobsen                                                   |
| 07/12/2019                  | Lillehammer                 | 15 km skiatlon                        | Therese Johaug                                                                | Jessica Diggins                                                                        | Heidi Weng                                                        |
| 08/12/2019                  | Lillehammer                 | 4×5 km estafette                      | Noorwegen I Maiken Caspersen Falla Astrid Jacobsen Therese Johaug Heidi Weng  | Verenigde Staten I Sophie Caldwell Sadie Maubet Bjornsen Rosie Brennan Jessica Diggins | Zweden I Emma Ribom Elina Rönnlund Charlotte Kalla Moa Lundgren   |
| 14/12/2019                  | Davos                       | Sprint (vrije stijl)                  | Linn Svahn                                                                    | Maiken Caspersen Falla                                                                 | Sophie Caldwell                                                   |
| 15/12/2019                  | Davos                       | 10 km vrije stijl                     | Therese Johaug                                                                | Heidi Weng                                                                             | Jessica Diggins                                                   |
| 21/12/2019                  | Planica                     | Sprint (vrije stijl)                  | Jonna Sundling                                                                | Stina Nilsson                                                                          | Julia Kern                                                        |
| 22/12/2019                  | Planica                     | Teamsprint (vrije stijl)              | Zweden II Maja Dahlqvist Linn Svahn                                           | Zweden I Stina Nilsson Jonna Sundling                                                  | Zwitserland I Laurien van der Graaff Nadine Fähndrich             |
| Tour de Ski 2019/2020       |                             |                                       |                                                                               |                                                                                        |                                                                   |
| 28/12/2019                  | Lenzerheide                 | 10 km vrije stijl (massastart)        | Therese Johaug                                                                | Heidi Weng                                                                             | Ebba Andersson                                                    |
| 29/12/2019                  | Lenzerheide                 | Sprint (vrije stijl)                  | Anamarija Lampič                                                              | Maiken Caspersen Falla                                                                 | Natalja Neprjajeva                                                |
| 31/12/2019                  | Toblach                     | 10 km vrije stijl                     | Therese Johaug                                                                | Ingvild Flugstad Østberg                                                               | Ebba Andersson                                                    |
| 02/01/2020                  | Toblach                     | 10 km klassieke stijl (handicapstart) | Ingvild Flugstad Østberg                                                      | Therese Johaug                                                                         | Heidi Weng                                                        |
| 03/01/2020                  | Val di Fiemme               | 10 km klassieke stijl (massastart)    | Astrid Jacobsen                                                               | Ebba Andersson                                                                         | Katharina Hennig                                                  |
| 04/01/2020                  | Val di Fiemme               | Sprint (klassieke stijl)              | Anamarija Lampič                                                              | Astrid Jacobsen                                                                        | Jessica Diggins                                                   |
| 05/01/2020                  | Val di Fiemme               | 9 km vrije stijl (massastart)         | Therese Johaug                                                                | Heidi Weng                                                                             | Ingvild Flugstad Østberg                                          |
| Eindklassement Tour de Ski: | Eindklassement Tour de Ski: | Eindklassement Tour de Ski:           | Therese Johaug                                                                | Natalja Neprjajeva                                                                     | Ingvild Flugstad Østberg                                          |
| 11/01/2020                  | Dresden                     | Sprint (vrije stijl)                  | Linn Svahn                                                                    | Anamarija Lampič                                                                       | Maja Dahlqvist                                                    |
| 12/01/2020                  | Dresden                     | Teamsprint (vrije stijl)              | Zweden I Maja Dahlqvist Linn Svahn                                            | Zwitserland I Laurien van der Graaff Nadine Fähndrich                                  | Zweden II Evelina Settlin Linn Sömskar                            |
| 18/01/2020                  | Nové Město                  | 10 km vrije stijl                     | Therese Johaug                                                                | Natalja Neprjajeva                                                                     | Heidi Weng                                                        |
| 19/01/2020                  | Nové Město                  | 10 km klassieke stijl (handicapstart) | Therese Johaug                                                                | Natalja Neprjajeva                                                                     | Ingvild Flugstad Østberg                                          |
| 25/01/2020                  | Oberstdorf                  | 15 km skiatlon                        | Therese Johaug                                                                | Ingvild Flugstad Østberg                                                               | Teresa Stadlober                                                  |
| 26/01/2020                  | Oberstdorf                  | Sprint (klassieke stijl)              | Natalja Neprjajeva                                                            | Anamarija Lampič                                                                       | Jessica Diggins                                                   |
| 08/02/2020                  | Falun                       | Sprint (klassieke stijl)              | Linn Svahn                                                                    | Natalja Neprjajeva                                                                     | Jonna Sundling                                                    |
| 09/02/2020                  | Falun                       | 10 km vrije stijl (massastart)        | Therese Johaug                                                                | Ebba Andersson                                                                         | Heidi Weng                                                        |
| Ski Tour 2020               |                             |                                       |                                                                               |                                                                                        |                                                                   |
| 15/02/2020                  | Östersund                   | 10 km vrije stijl                     | Therese Johaug                                                                | Heidi Weng                                                                             | Ingvild Flugstad Østberg                                          |
| 16/02/2020                  | Östersund                   | 10 km klassieke stijl (handicapstart) | Therese Johaug                                                                | Heidi Weng                                                                             | Ingvild Flugstad Østberg                                          |
| 18/02/2020                  | Åre                         | Sprint (vrije stijl)                  | Therese Johaug                                                                | Heidi Weng                                                                             | Astrid Jacobsen                                                   |
| 20/02/2020                  | Meråker                     | 34 km vrije stijl (massastart)        | Therese Johaug                                                                | Ingvild Flugstad Østberg                                                               | Heidi Weng                                                        |
| 22/02/2020                  | Trondheim                   | Sprint (klassieke stijl)              | Maiken Caspersen Falla                                                        | Jonna Sundling                                                                         | Nadine Fähndrich                                                  |
| 23/02/2020                  | Trondheim                   | 15 km klassieke stijl (handicapstart) | Therese Johaug                                                                | Astrid Jacobsen                                                                        | Krista Pärmäkoski                                                 |
| Eindklassement Ski Tour:    | Eindklassement Ski Tour:    | Eindklassement Ski Tour:              | Therese Johaug                                                                | Heidi Weng                                                                             | Ingvild Flugstad Østberg                                          |
| 29/02/2020                  | Lahti                       | 10 km klassieke stijl                 | Therese Johaug                                                                | Ebba Andersson                                                                         | Krista Pärmäkoski                                                 |
| 01/03/2020                  | Lahti                       | 4×5 km estafette                      | Noorwegen Tiril Udnes Weng Ingvild Flugstad Østberg Therese Johaug Heidi Weng | Finland I Johanna Matintalo Kerttu Niskanen Laura Mononen Krista Pärmäkoski            | Zweden Charlotte Kalla Frida Karlsson Rebecca Öhrn Maja Dahlqvist |
| 04/03/2020                  | Drammen                     | Sprint (vrije stijl)                  | Jonna Sundling                                                                | Nadine Fähndrich                                                                       | Linn Svahn                                                        |
| 07/03/2020                  | Oslo                        | 30 km klassieke stijl (massastart)    | Frida Karlsson                                                                | Therese Johaug                                                                         | Ebba Andersson                                                    |
| Sprint Tour                 |                             |                                       |                                                                               |                                                                                        |                                                                   |
| 14/03/2020                  | Quebec                      | Sprint (klassieke stijl)              | Afgelast vanwege coronavirus                                                  | Afgelast vanwege coronavirus                                                           | Afgelast vanwege coronavirus                                      |
| 15/03/2020                  | Quebec                      | Sprint (vrije stijl)                  | Afgelast vanwege coronavirus                                                  | Afgelast vanwege coronavirus                                                           | Afgelast vanwege coronavirus                                      |
| 17/03/2020                  | Minneapolis                 | Sprint (vrije stijl)                  | Afgelast vanwege coronavirus                                                  | Afgelast vanwege coronavirus                                                           | Afgelast vanwege coronavirus                                      |
| Eindklassement Sprint Tour: |                             |                                       | Afgelast vanwege coronavirus                                                  | Afgelast vanwege coronavirus                                                           | Afgelast vanwege coronavirus                                      |
| Wereldbekerfinale           |                             |                                       |                                                                               |                                                                                        |                                                                   |
| 20/03/2020                  | Canmore                     | 10 km vrije stijl (massastart)        | Afgelast vanwege coronavirus                                                  | Afgelast vanwege coronavirus                                                           | Afgelast vanwege coronavirus                                      |
| 21/03/2020                  | Canmore                     | 10 km klassieke stijl (handicapstart) | Afgelast vanwege coronavirus                                                  | Afgelast vanwege coronavirus                                                           | Afgelast vanwege coronavirus                                      |

### Eindstanden
| Algemene wereldbeker | Algemene wereldbeker     | Algemene wereldbeker | Algemene wereldbeker |
| #                    | Naam                     | Land                 | Punten               |
| -------------------- | ------------------------ | -------------------- | -------------------- |
| 1                    | Therese Johaug           | NOR                  | 2508                 |
| 2                    | Heidi Weng               | NOR                  | 1697                 |
| 3                    | Natalja Neprjajeva       | RUS                  | 1356                 |
| 4                    | Astrid Jacobsen          | NOR                  | 1289                 |
| 5                    | Ingvild Flugstad Østberg | NOR                  | 1110                 |
| 6                    | Jessica Diggins          | USA                  | 1078                 |
| 7                    | Ebba Andersson           | SWE                  | 891                  |
| 8                    | Sadie Maubet Bjornsen    | USA                  | 855                  |
| 9                    | Krista Pärmäkoski        | FIN                  | 829                  |
| 10                   | Teresa Stadlober         | AUT                  | 793                  |

| Afstandswereldbeker | Afstandswereldbeker      | Afstandswereldbeker | Afstandswereldbeker |
| #                   | Naam                     | Land                | Punten              |
| ------------------- | ------------------------ | ------------------- | ------------------- |
| 1                   | Therese Johaug           | NOR                 | 1451                |
| 2                   | Heidi Weng               | NOR                 | 920                 |
| 3                   | Ebba Andersson           | SWE                 | 717                 |
| 4                   | Natalja Neprjajeva       | RUS                 | 652                 |
| 5                   | Ingvild Flugstad Østberg | NOR                 | 644                 |
| 6                   | Astrid Jacobsen          | NOR                 | 622                 |
| 7                   | Krista Pärmäkoski        | FIN                 | 561                 |
| 8                   | Jessica Diggins          | USA                 | 534                 |
| 9                   | Teresa Stadlober         | AUT                 | 520                 |
| 10                  | Charlotte Kalla          | SWE                 | 477                 |

| Sprintwereldbeker | Sprintwereldbeker      | Sprintwereldbeker | Sprintwereldbeker |
| #                 | Naam                   | Land              | Punten            |
| ----------------- | ---------------------- | ----------------- | ----------------- |
| 1                 | Linn Svahn             | SWE               | 509               |
| 2                 | Jonna Sundling         | SWE               | 486               |
| 3                 | Anamarija Lampič       | SLO               | 472               |
| 4                 | Natalja Neprjajeva     | RUS               | 358               |
| 5                 | Maiken Caspersen Falla | NOR               | 351               |
| 6                 | Sophie Caldwell        | USA               | 338               |
| 7                 | Nadine Fähndrich       | SUI               | 318               |
| 8                 | Astrid Jacobsen        | NOR               | 232               |
| 9                 | Maja Dahlqvist         | SWE               | 220               |
| 10                | Sadie Maubet Bjornsen  | USA               | 219               |

| U23 | U23                     | U23  | U23    |
| #   | Naam                    | Land | Punten |
| --- | ----------------------- | ---- | ------ |
| 1   | Ebba Andersson          | SWE  | 891    |
| 2   | Linn Svahn              | SWE  | 559    |
| 3   | Frida Karlsson          | SWE  | 376    |
| 4   | Emma Ribom              | SWE  | 373    |
| 5   | Moa Lundgren            | SWE  | 266    |
| 6   | Julia Kern              | USA  | 150    |
| 7   | Kateřina Janatová       | CZE  | 119    |
| 8   | Anna Comarella          | ITA  | 117    |
| 9   | Johanna Hagström        | SWE  | 78     |
| 10  | Helene Marie Fossesholm | NOR  | 61     |

| Bonus ranking | Bonus ranking          | Bonus ranking | Bonus ranking |
| #             | Naam                   | Land          | Punten        |
| ------------- | ---------------------- | ------------- | ------------- |
|               | Therese Johaug         | NOR           | 213           |
| 2             | Heidi Weng             | NOR           | 207           |
| 3             | Astrid Jacobsen        | NOR           | 161           |
| 4             | Jonna Sundling         | SWE           | 123           |
| 5             | Maiken Caspersen Falla | NOR           | 99            |
| 6             | Jessica Diggins        | USA           | 98            |
| 7             | Anamarija Lampič       | SLO           | 97            |
| 8             | Sadie Maubet Bjornsen  | USA           | 94            |
| 9             | Natalja Neprjajeva     | RUS           | 94            |
| 10            | Tiril Udnes Weng       | NOR           | 84            |

| Prijzengeld | Prijzengeld              | Prijzengeld | Prijzengeld |
| #           | Naam                     | Land        | CHF         |
| ----------- | ------------------------ | ----------- | ----------- |
| 1           | Therese Johaug           | NOR         | 297.700     |
| 2           | Heidi Weng               | NOR         | 152.990     |
| 3           | Natalja Neprjajeva       | RUS         | 109.150     |
| 4           | Ingvild Flugstad Østberg | NOR         | 88.650      |
| 5           | Astrid Jacobsen          | NOR         | 75.200      |
| 6           | Jessica Diggins          | USA         | 56.460      |
| 7           | Linn Svahn               | SWE         | 52.000      |
| 8           | Ebba Andersson           | SWE         | 49.800      |
| 9           | Jonna Sundling           | SWE         | 40.940      |
| 10          | Krista Pärmäkoski        | FIN         | 40.870      |

## Gemengd

### Kalender
| Datum      | Plaats  | Onderdeel                 | Eerste                       | Tweede                       | Derde                        |
| ---------- | ------- | ------------------------- | ---------------------------- | ---------------------------- | ---------------------------- |
| 22/03/2020 | Canmore | 4×5 km gemengde estafette | Afgelast vanwege coronavirus | Afgelast vanwege coronavirus | Afgelast vanwege coronavirus |

## Landenklassementen
| Algemeen | Algemeen         | Algemeen |
| #        | Land             | Punten   |
| -------- | ---------------- | -------- |
| 1        | Noorwegen        | 14521    |
| 2        | Rusland          | 7542     |
| 3        | Zweden           | 6916     |
| 4        | Finland          | 4781     |
| 5        | Verenigde Staten | 3621     |
| 6        | Zwitserland      | 2488     |
| 7        | Frankrijk        | 2428     |
| 8        | Duitsland        | 1995     |
| 9        | Italië           | 1666     |
| 10       | Slovenië         | 1261     |

| Mannen | Mannen              | Mannen |
| #      | Land                | Punten |
| ------ | ------------------- | ------ |
| 1      | Noorwegen           | 7330   |
| 2      | Rusland             | 5364   |
| 3      | Finland             | 2360   |
| 4      | Zweden              | 2222   |
| 5      | Frankrijk           | 2033   |
| 6      | Zwitserland         | 1488   |
| 7      | Italië              | 1185   |
| 8      | Duitsland           | 763    |
| 9      | Verenigd Koninkrijk | 401    |
| 10     | Verenigde Staten    | 384    |

| Vrouwen | Vrouwen          | Vrouwen |
| #       | Land             | Punten  |
| ------- | ---------------- | ------- |
| 1       | Noorwegen        | 7191    |
| 2       | Zweden           | 4694    |
| 3       | Verenigde Staten | 3228    |
| 4       | Finland          | 2421    |
| 5       | Rusland          | 2178    |
| 6       | Duitsland        | 1232    |
| 7       | Slovenië         | 1051    |
| 8       | Zwitserland      | 1000    |
| 9       | Oostenrijk       | 804     |
| 10      | Tsjechië         | 615     |

## Uitzendrechten
- Canada: CBC Sports[4]
- Duitsland: ARD/ZDF[5]
- Finland: Yle
- Nederland: Eurosport
- Noorwegen: NRK
- Zweden: SVT[6][7]
- Zwitserland: SRG SSR[8]